# أوقست براور
أوقست براور (بالألمانية: August Brauer)‏ هو عالم حيوانات ألماني، ولد في 3 أبريل 1863 في أولدنبورغ في ألمانيا، وتوفي في 1917 في برلين في ألمانيا.